# ¿Dónde estás corazón? (canción)
«¿Dónde estás, corazón?» es una canción pop escrita e interpretada por la cantautora colombiana Shakira, incluida originalmente en un recopilatorio de Sony Music de artistas colombianos, llamado Nuestro rock. Tiempo después, Shakira grabaría su álbum debut, Pies descalzos (1995), y la canción sería lanzada como segundo sencillo internacional del álbum a comienzos de 1996.

## Información de la canción
Esta canción apareció primeramente en un CD de compilados llamado Nuestro rock, lanzado en Colombia. La canción se convirtió en un éxito del álbum y se decidió por ello, grabar un videoclip dirigido por Julian Torres y Oscar Azula. Debido al éxito en Colombia, Sony Music decidió que Shakira grabase un álbum, olvidando el éxito casi nulo de sus dos primeros trabajos discográficos. La canción se incluyó en su disco Pies descalzos y se relanzó en 1996 para toda Latinoamérica. Para ello se decidió grabar un nuevo videoclip, dirigido esta vez por el argentino Gustavo Garzón. «¿Dónde estás corazón?» fue la primera canción en interpretar en el Tour Anfibio y abrió todos los espectáculos de El Dorado World Tour seguida de «Estoy aquí» en un medley.

## Video musical
El primer video para esta canción fue dirigido por Gustavo Garzón y filmado en blanco y negro primeramente con algunas escenas a color, como por ejemplo una persona tocando una armónica, luego se ve a Shakira en una escena a color bailando con un vestido gris. Este video fue lanzado solo en Colombia. El segundo video, muestra a Shakira en distintas escenas sosteniendo fotografías, sentada en sillas rojas, cantando bajo la lluvia y demás personas que aparecen en otras escenas. Además, el programa estelar de música en Colombia El show de las estrellas había realizado un especial dedicado a Shakira en enero de 1995, en donde se grabó la primera versión de este tema.

## Posicionamiento en las listas
| Argentina      | Top 100 Argentina         | 1 |
| Brasil         | Billboard Brasil          | 1 |
| Colombia       | Colombia Singles Charts   | 1 |
| Estados Unidos | Billboard Hot Latin Songs | 4 |
| Estados Unidos | Billboard Latin Pop Songs | 2 |
| México         | Monitor Latino            | 1 |
| Panamá         | Panamá Singles Charts     | 1 |
| Venezuela      | Top 21                    | 1 |